# Пугачёвка (Орловская область)
Пугачёвка — деревня в Орловской области России. 
В рамках административно-территориального устройства входит в Большекуликовский сельсовет Орловского района, в рамках организации местного самоуправления — в Орловский муниципальный округ.

## География
Расположена в 5 км от юго-восточных окраин города Орла.

## Население
| 2002 | 2010 |
| ---- | ---- |
| 221  | ↘218 |

Согласно результатам переписи 2002 года, в национальной структуре населения русские составляли 100 % от жителей.

## История
С 2004 до 2021 гг. в рамках организации местного самоуправления деревня входила в Большекуликовское сельское поселение, упразднённое вместе с преобразованием муниципального района со всеми другими поселениями путём их объединения в Орловский муниципальный округ.